# Wunibald Brümmer
Wunibald Brümmer FMM (* 31. Juli 1879 in Unteruhldingen; † 5. Mai 1937 in Montabaur) war ein deutscher römisch-katholischer Ordensbruder und Märtyrer.

## Leben
Franz Josef Brümmer wuchs am Bodensee auf, besuchte die Volksschule und wurde Büroangestellter. Im Alter von 27 Jahren trat er in die Kongregation Barmherzige Brüder von Montabaur (FMM) ein, begann 1907 das Noviziat, erhielt den Ordensnamen Wunibald und legte 1915 die Ewige Profess ab. 1917 wurde er Vorsteher im Mutterhaus in Montabaur im Westerwald und Generalökonom der Kongregation.
Am 14. August 1935 wurde er vom Berliner Sondergericht wegen Devisenvergehens zu zwei Jahren Zuchthaus und 20.000 Reichsmark Geldstrafe verurteilt und kam in die Justizvollzugsanstalt Brandenburg a. d. Havel. Wegen Erkrankung wurde er vorzeitig nach Montabaur entlassen und starb dort im Mai 1937.

## Gedenken
Die deutsche katholische Kirche hat Wunibald Brümmer als Blutzeugen aus der Zeit des Nationalsozialismus in das deutsche Martyrologium des 20. Jahrhunderts aufgenommen.